# Apodemus
Mulots
Pour les articles homonymes, voir Mulot.
Genre
Le genre Apodemus correspond à des mammifères rongeurs de petite taille, de la famille des Muridés. Lorsque les zoologues utilisent le terme « mulot », c'est strictement pour définir ce genre, alors que ce terme a une acception plus large dans le langage courant.

## Caractéristiques
Ce sont des animaux vifs et rapides, bons coureurs et sauteurs, à longue queue et aux oreilles aux pavillons bien développés, dotés de quatre doigts et cinq orteils. Leur allure rappelle celle de la souris domestique, mais avec des yeux, pattes postérieures et oreilles plus grands.
Dans la nature, les mulots mangent des graines, de petits fruits et de petits insectes.
On en connaît une vingtaine d'espèces, dont les plus connues en Europe sont:
- le Mulot rayé (Apodemus agrarius) : 16 à 35 g avec une bande noire sur le dos ;
- le Mulot à collier (Apodemus flavicollis) : 18 à 40 g ;
- le Mulot sylvestre ou mulot commun (Apodemus sylvaticus) : 18 à 27 g[3].

Ces rongeurs font partie dans certains pays des espèces susceptibles de véhiculer l'hantavirus.

## Reproduction
Le cycle de reproduction s'étale de mars à octobre, avec un pic de naissance durant l'été. La période de gestation dure de 19 à 20 jours, pour une portée allant de quatre à sept nouveau-nés.

## Liste des espèces
Ce genre comprend les espèces suivantes, selon Mammal Species of the World :
- Apodemus agrarius Pallas, 1771 – mulot rayé ou mulot des champs.
- Apodemus alpicola Heinrich, 1952 - mulot alpestre.
- Apodemus argenteus Temminck, 1844.
- Apodemus chevrieri Milne-Edwards, 1868.
- Apodemus draco Barrett-Hamilton, 1900.
- Apodemus epimelas Nehring, 1902.
- Apodemus flavicollis Melchior, 1834 – mulot à collier.
- Apodemus gurkha Thomas, 1924.
- Apodemus hyrcanicus Vorontsov, Boyeskorov & Mezhzherin, 1992.
- Apodemus latronum Thomas, 1911.
- Apodemus mystacinus Danford and Alston, 1877 – mulot rupestre.
- Apodemus pallipes Barrett-Hamilton, 1900.
- Apodemus peninsulae Thomas, 1907.
- Apodemus ponticus Sviridenko, 1936.
- Apodemus rusiges Miller, 1913.
- Apodemus semotus Thomas, 1908.
- Apodemus speciosus Temminck, 1844.
- Apodemus sylvaticus Linnaeus, 1758 - mulot sylvestre, souris sauteuse.
- Apodemus uralensis Pallas, 1811 - mulot pygmée.
- Apodemus witherbyi Thomas, 1902.